# Emil Höllein
Emil Höllein (* 8. Februar 1880 in Eisfeld; † 18. August 1929 in Berlin) war ein deutscher Handwerker und Politiker (SPD, USPD, KPD).

## Leben und Wirken
Höllein wuchs seit seinem fünften Lebensjahr in Belgien auf, wohin seine Eltern 1885 ausgewandert waren. Dort besuchte er die Mittelschule und das Athenäum in Löwen. Nach dem Tod seiner Eltern 1895 wurde er zurück nach Deutschland geschickt, wo er bis 1898 eine Lehre zum Werkzeugmacher und Dreher durchlief.
Nachdem er von 1900 bis 1902 beim Militär gewesen war, lebte Höllein seit 1902 in Jena. 1905 trat er in die Sozialdemokratische Partei Deutschlands (SPD) ein. 1907 übernahm er den Vorsitz der SPD in Jena.
1917 gehörte Höllein zu den Gründern der Unabhängigen Sozialdemokratischen Partei Deutschlands, einer Abspaltung von der SPD, die sich im Wesentlichen aus deren linkem Flügel rekrutierte. Für die USPD gehörte Höllein ab 1919 dem Landtag des Freistaates Sachsen-Weimar-Eisenach bzw. dem Thüringer Landtag an.
1920 wechselte Höllein zur Kommunistischen Partei Deutschlands (KPD). In der KPD gehörte Höllein zunächst zu den Anhängern Heinrich Brandlers, später schloss er sich der sogenannten Mittelgruppe an. Von Mai bis August 1921 war er Mitglied der Zentrale der KPD. Für seine Partei gehörte er von 1921 (als Quereinsteiger) bis zu seinem Tod 1929 als Abgeordneter für den Wahlkreis 12 (Thüringen) dem Berliner Reichstag an. Im Frühjahr 1923 agitierte Höllein in Paris öffentlich gegen den französischen Einmarsch im Ruhrgebiet. Daraufhin wurde er von März bis Juni 1923 drei Monate lang wegen „Hochverrats gegen die Französische Republik“ in Untersuchungshaft gehalten und dann nach Deutschland abgeschoben.
Als Parlamentarier fiel Höllein vor allem durch sein Engagement für den sozialen Wohnungsbau auf sowie durch einige heftige verbale Attacken gegen konservative Abgeordnete wie den DNVPler Kuno von Westarp. Nach Hölleins Tod wurde sein Mandat von August 1929 bis September 1930 ersatzweise durch seinen Parteifreund Nikolaus Pfaff wahrgenommen. Neben seiner Abgeordnetentätigkeit war Höllein auch für die kommunistische Presse tätig. So war er Redakteur bei der in Jena erscheinenden Neuen Zeitung und ab April 1921 zeitweise (kommissarischer) Chefredakteur der in Halle erscheinenden Zeitschrift Klassenkampf.
Seine Stieftochter Hilde Morgner gehörte zu den Widerstandskreisen der Roten Kapelle.